# CIMT-DT
CIMT-DT est une station de télévision québécoise de langue française située à Rivière-du-Loup appartenant à Télé Inter-Rives et affiliée au réseau TVA. Elle est la station-sœur de CFTF-DT (Noovo).

## Histoire
CIMT-TV a été fondé en 1978 par Marc Simard, fils de Luc Simard, considéré comme le pionniers des médias électroniques dans la région de Rivière-du-Loup. Il s'agit de la deuxième chaine de télévision dans la région. 15 ans plus tôt, Luc Simard fondait CKRT-TV, affilié à Radio-Canada,.
Encore aujourd'hui, Marc Simard est propriétaire de la station CIMT via Télé-Inter Rives. Il en est actionnaire avec le Groupe TVA.
L'administration de la station revient à Marc Simard. Il est aidé de ses quatre enfants Cindy, Mélanie, Catherine et Steven.
Lors du 35e anniversaire de la station, plusieurs invités de marque sont reçus. La station en profite pour lancer une nouvelle identité visuelle de même que de nouveaux studios. Cet anniversaire marque aussi la conversion à la haute définition.

## Productions
Bien que la plupart du contenu est celui acheminé par TVA, la station produit du contenu de manière locale. Ce contenu est publicitaire mais compte aussi des émissions de télévision.
Parmi celles-ci :

### La vie au Bas-Saint-Laurent
Émission à saveur culturelle animée par Michel Roussel.

### TVA Nouvelles midi
Portion régionale du bulletin de nouvelles national du midi. La lecture du bulletin est assurée par Catherine Pellerin.

### TVA Nouvelles18h
Portion régionale du bulletin de nouvelles national de début de soirée. La lecture du bulletin est assurée par Cindy Simard.

### L'homme panache
Émission de chasse animée par Cindy Simard et Réal Langlois.

## Équipe
- Cindy Simard, Chef d’antenne TVA 18 h
- Catherine Pellerin, Chef d'antenne TVA midi, Chef de pupitre
- Jean-Philippe Nadeau, Directeur de l'information
- Jasmin Dumas, journaliste
- Marie-Pierre Beaubien, journaliste
- Marianne Lajoie, journaliste dans Charlevoix
- Jacob Cassidy, journaliste au Nord-Ouest du Nouveau-Brunswick
- Pierre-Antoine Gosselin, journaliste aux sports
- Michel Roussel, animateur La vie au Bas-Saint-Laurent

## Identité visuelle (logo)

Logo de TVA de septembre 1990 à novembre 2012.
Logo de TVA du 29 novembre 2012 au 11 novembre 2020[9].
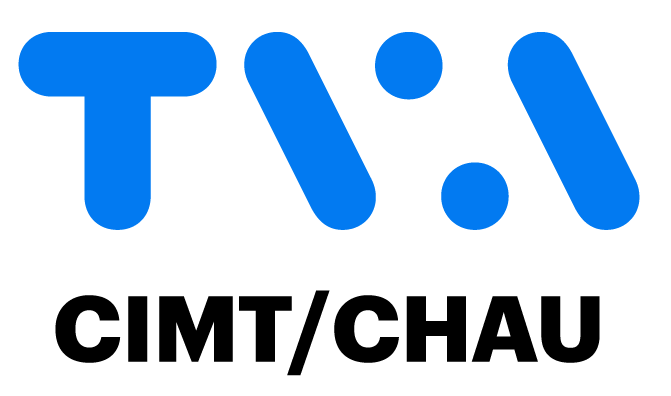
Logo de TVA depuis le 11 novembre 2020[9].

## Télévision numérique terrestre et haute définition
CIMT compte huit antennes. Bien que seule l'antenne de Rivière-du-Loup est requise d'effectuer la transition vers la télé numérique le 31 août 2011, Télé Inter-Rives a converti toutes ses antennes.
Après la fermeture de la station CKRT-DT (Radio-Canada) le 31 août 2021, son ré-émetteur dans la ville (CKRT-DT-3) au VHF 13 remplace le réémetteur de CIMT-DT-6 (TVA), alors que son réémetteur actuel au UHF 41 est mis hors service.

### Transmetteurs
| Station   | Ville de licence        | Canal    | PAR      | HAAT    | Coordonnées du transmetteur  |
| --------- | ----------------------- | -------- | -------- | ------- | ---------------------------- |
| CIMT-DT   | Rivière-du-Loup         | 9 (VHF)  | 27,5 kW  | 362,2 m | 47° 35′ 03″ N, 69° 22′ 08″ O |
| CIMT-DT-1 | Edmundston (N.B.)       | 4 (VHF)  | 2,22 kW  | 117,2 m | 47° 23′ 23″ N, 68° 18′ 58″ O |
| CIMT-DT-2 | Trois-Pistoles          | 13 (VHF) | 0,05 kW  | 50,6 m  | 48° 06′ 19″ N, 69° 10′ 11″ O |
| CIMT-DT-4 | Baie-Saint-Paul         | 13 (VHF) | 0,04 kW  | −4,2 m  | 47° 25′ 37″ N, 70° 31′ 23″ O |
| CIMT-DT-5 | Saint-Urbain            | 38 (UHF) | 0,394 kW | 27,8 m  | 47° 33′ 07″ N, 70° 33′ 38″ O |
| CIMT-DT-6 | Rivière-du-Loup (ville) | 41 (UHF) | 0,132 kW | 54,8 m  | 47° 51′ 28″ N, 69° 33′ 11″ O |
| CIMT-DT-7 | Les Escoumins           | 35 (UHF) | 0,312 kW | 87,9 m  | 48° 19′ 00″ N, 69° 25′ 41″ O |
| CIMT-DT-8 | Cabano                  | 23 (UHF) | 0,101 kW | 125,5 m | 47° 37′ 31″ N, 68° 50′ 52″ O |